# Rocca di Bagnara
Die Rocca di Bagnara ist eine mittelalterliche Festung in der Gemeinde Bagnara di Romagna in der italienischen Emilia-Romagna.

## Geschichte und Beschreibung

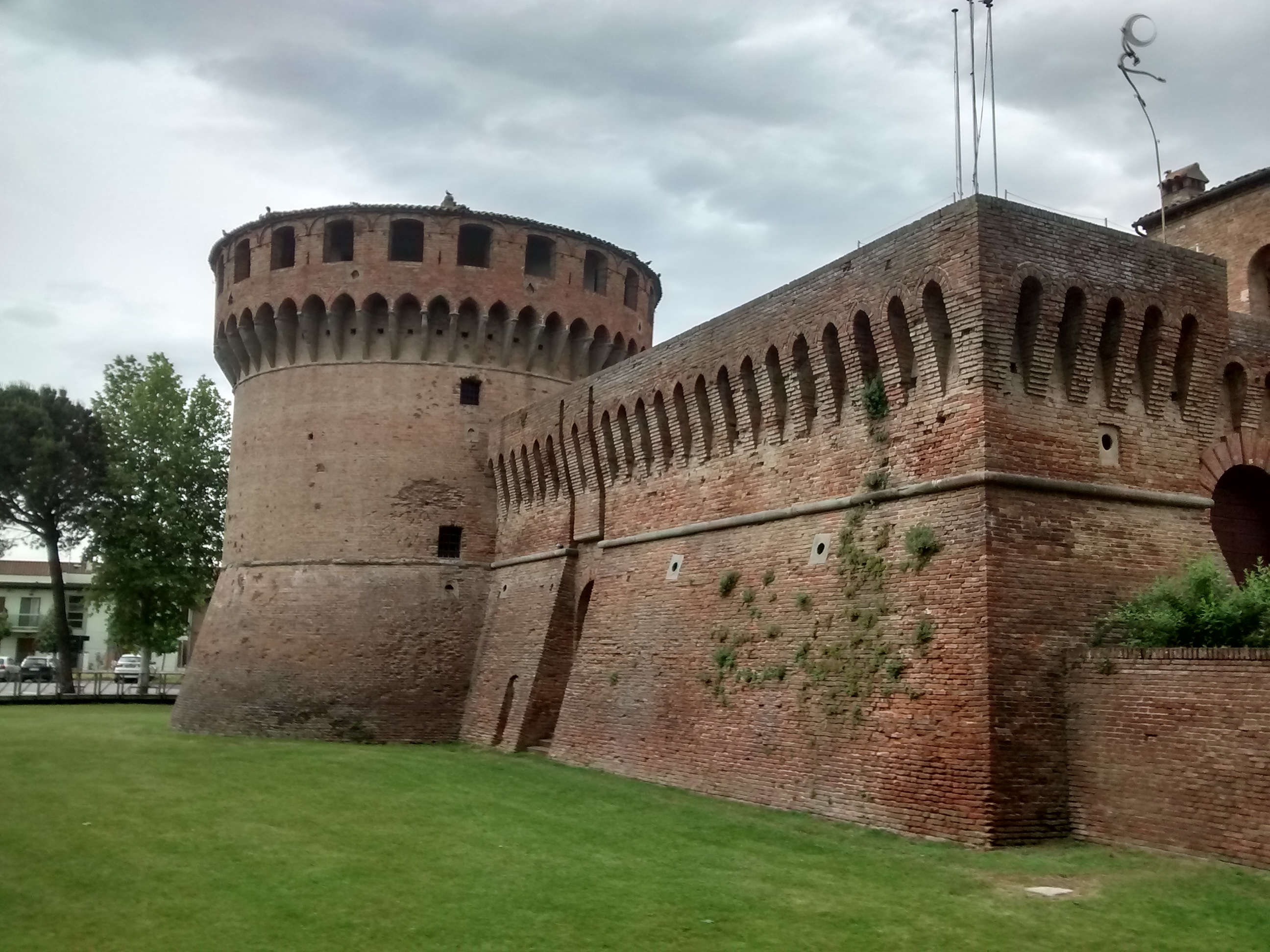

Die Burg ließen im 15. Jahrhundert die Herren von Imola, die Riario-Sforzas, auf den Ruinen eines mittelalterlichen Castrums errichten, das Bernabò Visconti 1354 erbauen hatte lassen und das 1428 in der Schlacht gegen die Familie Angiolo della Pergola zerstört worden war. Girolamo Riario, der von 1482 bis 1488 Herrscher von Imola war, ließ mit dem Neubau der Burg beginnen und ihr das Aussehen verleihen, das wir heute noch sehen können. Nach seinem frühen Tod ließ seine Witwe, Caterina Sforza, die Festung fertigstellen: Der Bergfried und die Loggia werden auf diesen Zeitraum datiert.
Der Bergfried gilt bei vielen Wissenschaftlern als „eines der besten Werke der Festungsbaukunst des 15. Jahrhunderts in Italien“. Er ist in drei Reihen von Kasematten unterteilt, die aus sehr großen, kreisrunden Räumen bestehen und mit halbrunden Gewölben aus Mauerziegeln gedeckt sind, die noch gut erhalten sind. Neben dem Bergfried sind von besonderem Interesse: Der Innenhof in der Mitte, der heute noch in seinem Zustand aus der Renaissance erhalten ist, einige Innenräume mit originalen Holzdecken, die eisernen Konsolen der Zugbrücke im Süden der Anlage, die Loggien an der Ost- und Nordseite des Innenhofs, der Brunnen der Wasserreserve und die Wendeltreppe, die aus 78 monolithischen Sandsteinstufen gebildet wird, die übereinander angeordnet sind. All dies sind charakteristische Elemente des „Bello Stile cinquecentesco“.
Ab dem 18. Jahrhundert wurde die Konversion des Komplexes vom militärischen Gebrauch zur zivilen Nutzung durchgeführt. 1732 wurden die Wassergräben abgelassen und verbessert. Die Burg wurde zur Wohnstatt des Kommissars der Witwe. Einige Zeitlang dienten seine Wohnräume auch als Kerker.
Mit dem Ende der päpstlichen Herrschaft fiel die Burg an das Königreich Italien. Später bot sie der Staat zum Verkauf an: Die Gemeinde kaufte sie für 2570 Lire, zuzüglich 500 Lire für die Gräben (zusammen etwa € 15.000 im Jahre 2002). Nach dem Kauf ließ die Gemeinde Grabungen durchführen, in deren Zuge im Untergrund ein Eishaus entdeckt wurde. Die Gemeinde konnte so das alte Krankenhaus, die Metzgerei und andere Dienstleistungsbetriebe für die Bevölkerung mit Eis versorgen. Später brachte die Gemeinde in der Burg die Grundschule unter, die dort bis 1926 blieb und dann an ihren heutigen Sitz verlegt wurde.
1962 wurde das Rathaus in der Burg untergebracht. 2008 wurde diese Funktion wieder an den ursprünglichen Standort an der Piazza G. Marconi, den zentralen Platz der Gemeinde, zurückverlegt. Die Burg wurde in ein Museum umgewandelt, in dem heute das Stadtmuseum untergebracht ist.